# Cinobaňa
Cinobaňa (bis 1927 slowakisch „Cinobáňa“ oder „Synobáňa“; ungarisch Szinóbánya) ist eine Gemeinde in der Mittelslowakei.

## Lage
Sie liegt in den Stolické vrchy am Cinobaňa-Bach (Cinobanský potok), 12 km von Poltár und 16 km von Lučenec entfernt. Cinobaňa liegt an der nicht mehr im Personenverkehr bedienten Bahnstrecke Breznička–Katarínska Huta. 

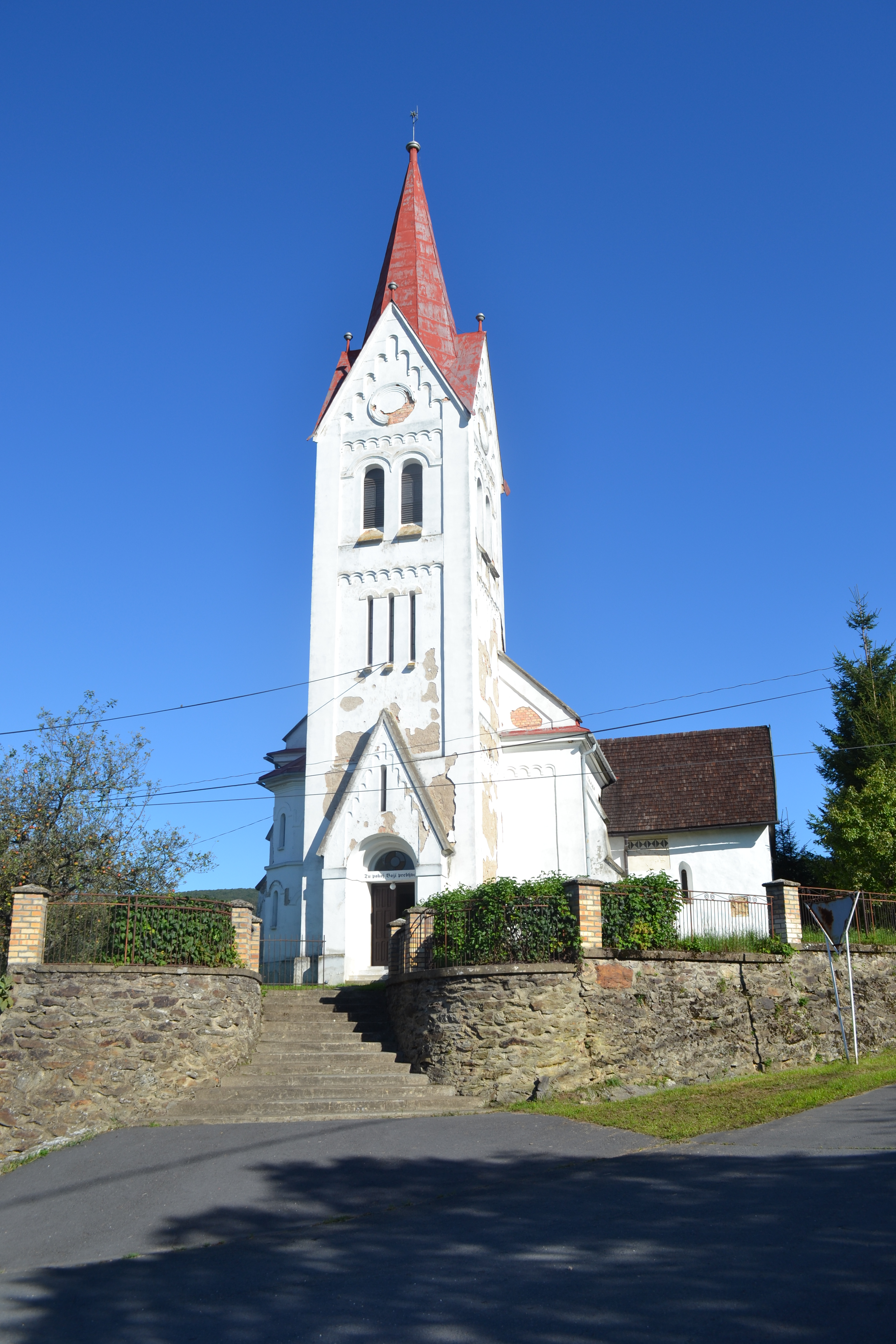
Evangelische Kirche in Turíčky

## Geschichte
Der Ort wurde 1279 erstmals als villa Suine erwähnt.
Zur Gemeinde gehört neben dem Hauptort auch der Ort Turíčky (1971 eingemeindet) und die Gemeindeteile Hrnčiarky, Katarínska Huta, Maša und Žihľava.
Der Gemeindeteil Turíčky ist einer der möglichen Geburtsorte des slowakischen Mathematikers und Kartografen Samuel Mikovíny (* 1686).

## Bevölkerung
| Jahr:                | 1994. | 2004.   | 2014.   | 2024.    |
| -------------------- | ----- | ------- | ------- | -------- |
| Anzahl der Personen: | 2407  | 2358    | 2303    | 1964     |
| Unterschied:         |       | -2,03 % | -2,33 % | -14,71 % |

| Jahr:                | 2023. | 2024.   |
| -------------------- | ----- | ------- |
| Anzahl der Personen: | 1995  | 1964    |
| Unterschied:         |       | -1,55 % |